# Myothyriopsis bivittata
Myothyriopsis bivittata là một loài ruồi trong họ Tachinidae.